# Манастир Свете Тројице (Бјеле Воде)
Манастир Свете Тројице (Бјеле Воде) припада Епархији шабачкој Српске православне цркве. Манастир се налази на територији општине Љубовија, у атару села Поднемић, у засеоку Бјеле Воде.

## Настанак манастира
У засеоку званом Бјеле Воде, Карађорђе Ристановић, приватни предузетник из Ирига, родом из Поднемића, саградио је 2003. године цркву. Манастир је подигнут на породичном имању, где су сахрањени његови родитељи Коста и Божана Ристановић и мала сестра Вида. Заживео је 2005. године доласком јеромонаха Серафима Петковића за настојатеља и од тада се одржавају редовна богослужења. Од светиња поседује покров са моштију Свете Петке.
Крстове за цркву даровао је Миленко Радаљац из Лознице, а звоно је поклонио Милан Селаковић из Новог Сада.
Нови манастирски конак изгорео је у пожару 2. фебруара 2022.